# Leptotroga ruficeps
Leptotroga ruficeps là một loài bướm đêm trong họ Noctuidae.